# La Hiedra
Natalia Duran Bazadoni "La Hiedra"(nacida el 18 de mayo de 1997) es una luchadora profesional mexicana. Actualmente trabaja para la empresa Lucha Libre AAA Worldwide (AAA). Como es a menudo el caso con los luchadores enmascarados en México, su vida privada se mantiene en secreto para los fanáticos de la lucha.

## Carrera

### Primeros años (2011-2014)
La Hiedra fue entrenada originalmente por su padre, Sangre Chicana antes de hacer su debut en la lucha libre profesional el 14 de noviembre de 2010. La Hiedra hizo su debut en el circuito independiente donde derrotó a Amazona, La Hechicera y Rey Tornado. El 16 de septiembre de 2011 en LLF Remembrance, La Hiedra fue derrotada ante Lady Puma. El 2 de octubre de 2011, La Hiedra junto con La Bandida fue derrotada ante la Princesa Maya.
El 6 de noviembre de 2011, La Hiedra hizo su debut en Promociones Cantú como parte de AAA, donde se unió con Mari Apache y Street Boy, donde derrotaron a Black Mamba, Lady Puma y La Hechicera.

### Asistencia Asesoría y Administración/Lucha Libre AAA Worldwide (2015-presente)
El 1 de junio de 2015, La Hiedra hizo su debut en la empresa Lucha Libre AAA Worldwide. En su primera lucha en la AAA hizo equipo con El Hijo de Pirata Morgan, La Parka Negra y Taya Valkyrie, derrotó a El Elegido, Faby Apache, Perseo y Pimpinela Escarlata. La Hiedra, junto con Lady Shani, Goya Kong y Lady Maravilla no tuvieron éxito en sus esfuerzos por ganar el Campeonato Reina de Reinas de AAA de Taya en el evento de Héroes Inmortales IX en su primera lucha titular. El 6 de noviembre de 2015, se unió a Mamba, perdiendo ante Goya Kong y Pimpinela Escarlata. El 19 de marzo de 2017 en Rey de Reyes, La Hiedra compitió nuevamente por una oportunidad por el Campeonato Reina de Reinas AAA, perdiendo ante Ayako Hamada.
El 26 de agosto en Triplemanía XXVI, La Hiedra hizo equipo con Angelikal por el Campeonato Mundial en Parejas Mixto de AAA contra El Hijo del Vikingo y Vanilla, Dinastía y Lady Maravilla y Niño Hamburguesa y Big Mami, donde lograron retener sus títulos.
A mediados de mayo de 2019, La Hiedra se incorpora al stable heel de Los Mercenarios siendo la única luchadora en este stable.

## Vida personal
La Hiedra es hija del luchador profesional Andrés Durán Reyes, más conocido bajo el nombre de Sangre Chicana, la hermana de Sangre Chicana Jr. y media hermana de Lluvia. A diferencia de su padre o su hermano, La Hiedra decidió trabajar como técnico mientras que su padre era uno de los infractores de reglas más famosos de la década de 1980. Ella es la sobrina del luchador Herodes y la prima del luchador Herodes Jr.

## Campeonatos y logros
- DDT Pro-Wrestling
  - Ironman Heavymetalweight Championship (1 vez)

- Lucha Libre AAA Worldwide
  - Campeonato Mundial en Parejas Mixto de AAA (1 vez, actual) – con Mr. Iguana
  - Campeonato Mundial de Tríos de AAA (1 vez) – con El Texano Jr., Rey Escorpión, Taurus & Villano III Jr.

- Promociones EMW
  - EMW World Women's Championship (1 vez, actual)
- Pro Wrestling Illustrated .
- situada en el Nº257 en el  PWI 500 en 2021
- Situada en el N.º141 en el  PWI 150 en 2022
- situada en el N.º82 en el PWI  250 en 2023